# Эксперименты Лэйн
«Эксперименты Лэйн» (яп. シリアルエクスペリメンツレイン Сириару Экусупэримэнцу Рэйн, англ. Serial Experiments Lain) — аниме-сериал режиссёра Рютаро Накамуры, выпущенный в 1998 году, рассказывающий о Сети и реальном мире, а также о девочке по имени Лэйн Ивакура, живущей в них. В аниме затрагиваются различные философские вопросы, например реальность, идентичность и общение. «Эксперименты Лэйн» также касаются объединения аналогового мира конца XX века с цифровым, человеческого существования в Интернете и «поклонения Богу через технологии».
Сценаристом выступил Тиаки Конака, продюсером Ясуюки Уэда, а за дизайн персонажей отвечал Ёситоси Абэ. Над звуком и музыкой работали Акира Такэмото и Кодзи Касамацу, вступительную песню Duvet в заставке исполнила британская рок-группа Bôa. Изначально «Эксперименты Лэйн» планировались как мультимедийное произведение, в центре которого должна была быть одноимённая видеоигра, которую бы дополняли аниме и романы.
«Эксперименты Лэйн» получили признание критиков как культовое и новаторское произведение. Аниме часто сравнивали с «Евангелионом», особенно в плане психологии и образа главной героини, но создатели отвергали прямые параллели. Сериал называли классикой киберпанка и одним из самых психоделических аниме; он регулярно попадал в списки лучших анимационных произведений. Пресса отмечала его влияние на дальнейшее развитие тематики виртуальной реальности, кризиса идентичности и границы между цифровым и физическим мирами.

## Сюжет
Действие сериала происходит в Токио. Главная героиня — Лэйн Ивакура — тихая и скромная ученица средней школы, отстающая от модных тенденций. Однажды на её так называемый сетевой терминал «NAVI» приходит странное электронное письмо от одноклассницы, которая к этому моменту уже совершила самоубийство. В нём говорится, что в «пространстве, где не нужно тело» (Интернет), «есть Бог». Чтобы понять смысл письма, Лэйн начинает углублённо интересоваться «NAVI». Череда странных событий затягивают Лэйн в мир Сети, где она постепенно понимает, что многое в этом мире может не являться на самом деле тем, чем кажется на первый взгляд, — и в первую очередь это касается самой Лэйн. Философские вопросы, поднимаемые в сериале, тесно вплетаются в сферу информационных технологий, где правят разум и логика.

## Список персонажей
Лэйн Ивакура (яп. 岩倉 玲音 Ивакура Рэйн) — скромная, стеснительная и задумчивая девочка, склонная к одиночеству. Она живёт в Японии с семьёй, ходит в школу, общается с несколькими подругами, но внезапно попадает в водоворот событий, связанный с мировой Сетью и таинственным сообществом под названием «Рыцари». Получив от покойной Тисы электронное письмо, Лэйн решает выяснить, насколько взаимосвязаны реальный мир и мир Сети. Лэйн пытается разгадать загадку Сети, а впоследствии и собственного существования. Оказывается, у Лэйн колоссальные способности в области компьютерных технологий и Сети. Выясняется, что она — не человек, а программа, которая обрела плоть и кровь, и для спасения реального мира она должна уйти в Сеть и стереть все воспоминания о своём существовании в мире людей.
Сэйю: Каори Симидзу
Алиса Мидзуки (яп. 瑞城 ありす Мидзуки Арису) — лучшая подруга Лэйн. Она беспокоится за Лэйн и старается во всём помогать ей и поддерживать. Лэйн очень ценит это и любит свою подругу, также пытается как можно лучше сделать для неё всё возможное. Имя героини — отсылка к Алисе Льюиса Кэррола.
Сэйю: Ёко Асада
Масами Эйри (яп. 英利 政美 Эйри Масами) — при жизни этот человек участвовал в разработке Седьмого Протокола (Protocol 7). Самолично встроил в него своё сознание и получил возможность полностью его контролировать. Он научился соединяться с коллективным бессознательным всех людей и был первым, кому это удалось. Был уволен из лаборатории Татибана, а через некоторое время покончил самоубийством, будучи уверенным, что физическое тело ему больше не понадобится. После смерти продолжил своё существование в Сети и возомнил себя «богом» с неограниченными возможностями.
Сэйю: Сё Хаями
Ясуо Ивакура (яп. 岩倉 康男 Ивакура Ясуо) — отец Лэйн. Специалист по компьютерам и средствам связи. Дома его комната напоминает обитель хакера: несколько компьютеров, пара клавиатур и шесть мониторов, соединённых в единую систему. Раньше он работал вместе с Эйри Масами в лаборатории Татибана. Отец — второй, после Алисы, по-настоящему дорогой человек для Лэйн. Именно он поддержал Лэйн в её первых «шагах» по Сети, но он же предупреждал её, чтобы она не слишком увлекалась. На самом деле он ненастоящий отец Лэйн, но любит её по-настоящему как родную дочь.
Сэйю: Рюсукэ Обаяси
Мика Ивакура (яп. 岩倉 美香 Ивакура Мика) — сестра Лэйн. Мика и Лэйн не близки по отношению к друг другу. Она также ненастоящая сестра Лэйн. Небезосновательно считает Лэйн странной. Редко проводит время с семьёй, в свободное время встречается с молодым человеком, но не испытывает к нему искренних чувств. Мика стала жертвой «Рыцарей» из-за Лэйн.
Сэйю: Аяко Кавасуми
Михо Ивакура (яп. 岩倉 美穂 Ивакура Михо) — мать Лэйн. Также как и отец, в действительности она не родная мать Лэйн.
Сэйю: Рэй Игараси
Дзюри Като (яп. 加藤 樹莉 Като: Дзюри) и Рэйка Ямамото (яп. 山本 麗華 Ямамото Рэйка) — одноклассницы и подруги Лэйн. Пытаются её «расшевелить», вывести в общество и развеселить.
Сэйю: Манаби Мидзуно (Дзюри) и Тихару Тэдзука (Рэйка)
Тиса Ёмода (яп. 四方田 千砂 Ёмода Тиса) — девочка, которая училась с Лэйн в параллельном классе. Как-то раз они с Лэйн возвращались вместе из школы домой. Покончила жизнь самоубийством и теперь обитает в Сети.
Сэйю: Котоми Муто
Таро (яп. タロウ Таро:) — парень примерно того же возраста, что и Лэйн. Разбирается в компьютерах. Встречался с Лэйн в Сети до их реального знакомства. Постоянно сидит в клубе Сайберия вместе со своими друзьями Миу-Миу и Масаюки.
Сэйю: Кэйто Такимото
«Люди в чёрном» (они же «Агенты») — Карл Хаусхофер (яп. カール・ハウスホッファ Ка:ру Хаусухоффа) и Линь Суйси (кит. 林 随錫) расследуют ситуацию вокруг «Рыцарей» и Лэйн. Они следят за Лэйн. Перемещаются в чёрной машине с тонированными стёклами. Работают на лабораторию Татибана. Карл любит Лэйн.
Сэйю: Дзёдзи Наката (Карл) и Такуми Ямадзаки (Линь)

## История создания

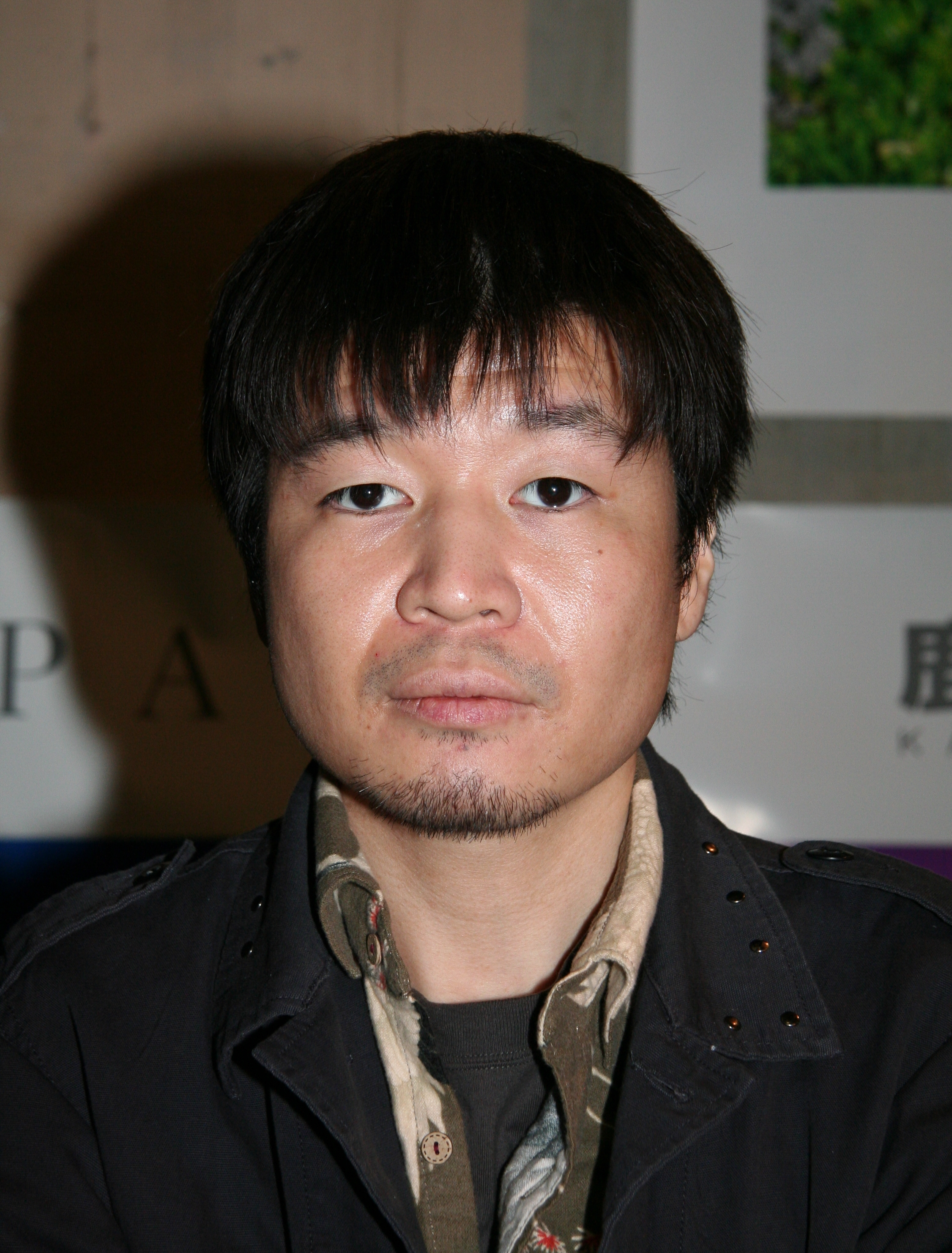
Ёситоси Абэ — один из создателей аниме «Эксперименты Лэйн»

Изначально «Эксперименты Лэйн» планировались как мультимедийное произведение — в центре должна была быть видеоигра, которую бы дополняли аниме и романы. Поскольку для разработки игры требуется меньше людей, чем для аниме, то работа началась именно с игры, а производство аниме поначалу было отдалённой перспективой. Работа над аниме началась после окончания работы над сценарием игры. Хотя разработка игры началась до производства аниме, она в итоге вышла спустя 2 месяца после окончания трансляции аниме.
Ёситоси Абэ присоединился к работе над сериалом по приглашению продюсера Ясуюки Уэды, который обратил внимание на его рисунки и увидел в них соответствие образу Лэйн, который, по словам Абэ и Тиаки Конаки, был придуман Уэдой. Абэ на тот момент обучался в университете на последнем курсе. Присоединившись к проекту, Абэ имел на руках только наброски персонажей, при этом образ Лэйн, в отличие от остальных героев, уже был сформирован в достаточной степени. До создания «Экспериментов Лэйн» Абэ никогда не занимался созданием аниме-сериалов, поэтому уделял большое внимание маленьким рисункам и наброскам, стараясь как можно лучше представить текст сценариста Тиаки Конаки в своих рисунках.
Уэда обозначал свой проект как достаточно рискованный и даже испытывал сомнения касательно его жизнеспособности, однако хотел создать нечто новое, отличное от канонов японской анимации. Он также называл аниме «Эксперименты Лэйн» «своего рода культурной войной против американцев». Он рассказывал, что не хотел, чтобы американские и японские поклонники поняли его сериал одинаково — он надеялся увидеть «войну идей», через которую, по его мнению, человек способен лучше понять самого себя и получить представление о культуре своего оппонента.
Однако в интервью Уэда говорил, что в «Лэйн», как и в искусстве вообще, не может быть никакой войны.
Тиаки Конака, занимавшийся написанием сценария к аниме, называл себя писателем в жанре ужасов. Изначально он задумывал сюжет именно как историю ужасов и испытывал трудности при написании полного сценария. Режиссёром аниме выступил Рютаро Накамура. Дизайн персонажей разрабатывали Абэ и Кисира Такахидо.
В качестве прототипов сети Wired создатели называли Мемекс Вэнивара Буша, теорию 8-уровневой модели сознания Тимоти Лири, проект Xanadu Теда Нельсона.
Кроме того, на авторов оказала влияние книга Дугласа Рашкоффа Cyberia. Также в аниме есть упоминания группы Маджестик-12 и Розуэлльского инцидента в качестве примеров того, как мистификация может оказать существенное влияние на историю, даже будучи раскрытой. Для работы с компьютерной графикой использовалось программное обеспечение After Effects. Первоначальный дизайн персонажей, разработанный Абэ, отличался от окончательного варианта. Например, крестообразная заколка Лэйн при снятии должна была вращаться вокруг своей оси и принимать форму знака «равно». Однако в сериале отсутствуют сцены, где Лэйн снимает с себя заколку. Для записи имени Лэйн в аниме используются кандзи, катакана и ромадзи.
Над звуком и музыкой к Лэйн работали Акира Такэмото и Кодзи Касамацу, они делали это специально для каждого эпизода, что было необычно в аниме-индустрии, где звуковая палитра создаётся перед созданием сериала, по словам Уэды. Позже, набор от Такэмото был выпущен как serial experiments lain BOOTLEG, в него вошли более сотни различных треков и звуков.

### Отсылки к Apple
Аниме содержит множество отсылок к компании Apple. Голос, читающий названия серий в аниме, сгенерирован на программе PlainTalk компании Apple. Операционная система Copland OS, стоящая на компьютерах NAVI имеет то же название, что и операционная система компании Apple, анонсированная в 1994 году, но позже закрытая. Компьютеры NAVI разрабатываются компанией Татибана (мандарин). NAVI расшифровывается как Navigator, в то же время Knowledge Navigator — концепция электронного секретаря компании Apple. Компьютер Лэйн напоминает модель 20th anniversary macintosh, а компьютер Алисы напоминает iMac. В одиннадцатом эпизоде появляется надпись Think different — это слоган одной из самых успешных рекламных кампаний Apple. Тиаки Конака, будучи поклонником компьютеров Apple, использовал Macintosh для работы с компьютерной графикой. Он рассказывал, что этим же компьютером пользовалось и большинство его коллег при работе над аниме.

## Тематика
Сеттинг аниме-сериала включает в себя компьютерную Сеть, являющуюся связующим звеном между обычным миром и потусторонним миром. В сюжете продемонстрированы последствия стирания для главной героини границы между мирами. В виртуальном мире замкнутая Лэйн способна найти себе друзей, тогда как в реальности она никогда не ощущала себя частью какой-либо группы.
Одной из основных тем сериала является психическое расстройство, в частности, диссоциативное расстройство идентичности — в течение сюжета личность главной героини резко меняется.
Главная героиня имеет несколько альтер эго — Тиаки Конака и сэйю Каори Симидзу, озвучившая Лэйн, проработали особенности речи для каждой личности. Идентичность в аниме представлена как нечто, что не имеет определённого местоположения — Лэйн «одновременно существует» в нескольких местах. Другие темы, затронутые в сериале — общение, одиночество и групповой менталитет.
В сериале также поднимается вопрос существования в информационной сети, отличающегося от существования в реальном мире. При этом сознание, которое существует в виртуальном мире, оказывает влияние на реальный мир.
Звучащее в сценах аниме гудение трансформаторов символизирует рост зависимости человечества от технологий, а начало каждой серии напоминает о том, что история о Лэйн может стать реальностью, и демонстрирует высокий уровень индустриализации современной Японии.

### Список серий («уровней»)
| №               | Название                   | Премьера в Японии |
| --------------- | -------------------------- | ----------------- |
| Глава 01: Мика  |                            |                   |
| Уровень 01      | СтранноWeird               | 06.07.1998        |
| Уровень 02      | ДевочкиGirls               | 13.07.1998        |
| Уровень 03      | ПсихеPsyche                | 20.07.1998        |
| Уровень 04      | РелигияReligion            | 27.07.1998        |
| Глава 02: Эйри  |                            |                   |
| Уровень 05      | ИскажениеDistortion        | 03.08.1998        |
| Уровень 06      | ДетиKids                   | 10.08.1998        |
| Уровень 07      | ОбществоSociety            | 17.08.1998        |
| Уровень 08      | СлухиRumors                | 24.08.1998        |
| Уровень 09      | ПротоколProtocol           | 31.08.1998        |
| Глава 03: Алиса |                            |                   |
| Уровень 10      | ЛюбовьLove                 | 07.09.1998        |
| Уровень 11      | ИнфорнографияInfornography | 14.09.1998        |
| Уровень 12      | ЛандшафтLandscape          | 21.09.1998        |
| Уровень 13      | ЭгоEgo                     | 28.09.1998        |

## Аниме

Японское Blu-ray издание

Аниме-сериал, серии которого носят название «уровни», впервые демонстрировался по японскому телеканалу TV Tokyo в период с 6 июля по 28 сентября 1998 года. В Японии аниме выпускалось в форматах LD, VHS и DVD. После показа появились слухи о готовящемся выпуске продолжения, однако они не подтвердились.
В Северной Америке был лицензирован компанией Pioneer, позднее переименованной в Geneon, а трансляция осуществлялась по телеканалу TechTV. Издание 2005 года Signature Series шло на 4 DVD, в формате 1.33:1 (4:3), системе NTSC и со звуком Dolby Digital 2.0. В сентябре 2007 года американское подразделение Geneon было закрыто, а распространение сериала прекращено.
В 2010 году на фестивале Anime Expo о приобретении прав на аниме объявила компания Funimation Entertainment. В 2012 году аниме транслировалось по её каналу Funimation Channel. Сериал также демонстрировался в Италии, Испании, Мексике и Польше. В России распространением аниме занималась компания XL Media.
27 октября 2010 года появилось ремастеринговое японское издание на 4 Blu-ray — Serial Experiments Lain Restore, буклет плюс 2 CD саундтрека от Geneon Universal Entertainment. Восстановление производилось с оригинальной 35-мм плёнки. Соотношение сторон — 1.37:1, звук — LPCM 2.0 (японский и английский). Дополнительные материалы включали историю создания, промо-видео, иллюстрации Ёситоси Абэ. Тираж был ограничен, поэтому Funimation 27 ноября 2012 года выпустила новый на территории США и Канады, уже со звуком Dolby TrueHD 2.0. Спрос наблюдался и в Европе — в 2017 году изданием занимались британская компания MVM Entertainment, испанская Selecta Vision и немецкая Nipponart. 23 октября 2015 года в продажу поступило переиздание восстановленной версии 2010 года от NBCUniversal Entertainment Japan «по доступной цене».
Согласно обзору на DVD Talk, 1080p для Лэйн — достойное обновление по сравнению с предыдущими выпусками серии на домашних носителях, и оно сохраняет оригинальное соотношение сторон телевизионного вещания 1.33:1 без каких-либо раздражающих аспектов. Средний битрейт 30 Мбит/с приемлемый. Большинство недостатков видео (проблемы с полосами и гаммой, детализация) являются результатом того, что сериал был анимирован с использованием технологий 1990-х годов, которые отличались от цифровых в эпоху сверхвысокой чёткости. Serial Experiments Lain имеет минималистский подход к звуковому дизайну, он соединяется со странной атмосферой, и эти элементы хорошо подходят для сериала.

## Музыка
Музыка в сериале создана композитором Рэити Накаидо. Вступительную песню Duvet в заставке исполняет британская рок-группа Bôa — данная музыкальная композиция стала одной из наиболее известных песен коллектива. На сайте IGN открывающее видео вошло в список Our 10 Favorite Anime Openings (рус. «10 наших любимых аниме-заставок»).
| №                   | Название                        | Длительность |
| ------------------- | ------------------------------- | ------------ |
| 1.                  | «Lain no Theme»                 | 3:08         |
| 2.                  | «Pulse Beat»                    | 2:48         |
| 3.                  | «Inner Vision»                  | 2:54         |
| 4.                  | «Kiri no Ijigen»                | 3:38         |
| 5.                  | «Free Zone»                     | 2:00         |
| 6.                  | «Working Man no Theme»          | 4:00         |
| 7.                  | «Tokage no youni...»            | 3:24         |
| 8.                  | «Ahoudori no Ballad»            | 3:24         |
| 9.                  | «Sakamichi no Theme»            | 3:11         |
| 10.                 | «Tooi Sakebi ~Ending Theme~»    | 4:53         |
| 11.                 | «Kodoku no Signal ~Image Song~» | 6:27         |
| 12.                 | «Lain no Theme (Reprise)»       | 1:05         |
| 13.                 | «Jikuu no Kaze»                 | 5:24         |
| 14.                 | «Kazoku no Shouzou»             | 3:26         |
| Общая длительность: | Общая длительность:             | 49:19        |

Рэити Накаидо выступил автором, продюсером, спел в закрывающей песне «Far Cry», а также сыграл на гитаре. За клавиши и программирование отвечал Тацуносукэ. Всё исполнено в стиле альтернативный рок плюс техно. Отдельно финальная композиция под названием «A Cry To Fade» издана на сингле 1998 года.
| №  | Название | Длительность |
| -- | -------- | ------------ |
| 1. | «Duvet»  | 3:24         |
| 2. | «Deeply» | 4:34         |

### Участники записи
«Bôa»
- Стив Роджерс — гитара
- Алекс Керд — бас-гитара
- Джасмин Роджерс — вокал, слова
- Ли Салливан — барабаны
- Пол Таррелл — клавиши, аранжировка струнных

Сессионные музыканты
- Сью Бэйкер, Джуд Дженола — скрипка
- Кэйт Уиллс — виола
- Ханна Бирч — виолончель

Технический персонал
- Нил Дж. Уолш — запись, сведение (Monnow Valley Studios, Gwent и PWL Studios, Манчестер)
- Даррен Аллисон — запись («Deeply»), Red Bus Studios, Лондон
- Джейсон Баррон — сведение (PWL Studios, Манчестер)
- Эл Ансуорт — помощник при сведении
- Стив Шин — мастеринг (Whitfield Studios, Лондон)[79]

## Компьютерные игры
Serial Experiments Lain — одноимённая игра по мотивам сериала, выпущенная для консоли PlayStation 26 ноября 1998 года, 2 месяца спустя после окончания трансляции «Экспериментов Лэйн». Игра представляет собой огромный архив файлов, размещённых в футуристической кибербашне, по которой перемещается аватар, называемый Персоной и выглядящий как Лэйн, переходя с уровня на уровень. Архив — это аудиозаписи и видеотека, рассказывающие историю Лэйн и её психиатра Токо. Геймплей сводится к постепенному изучению базы данных. История в игре никак не связана с основным сюжетом сериала. Создатели хотели, чтобы игрок мог почувствовать себя в роли Лэйн, «понять её проблемы и полюбить её», напрячь своего «внутреннего психа», чтобы «лучше понять себя и тёмные стороны своей личности, изменившись к лучшему». Над сценарием работали Ясуюки Уэда и Тиаки Конака; Конака также частично участвовал в создании игровой анимации.
В 2023 году на 25-летие сериала была анонсирована игра в альтернативной реальности Layer 3301: De-Cipher.

## Печатные издания
На основе аниме «Эксперименты Лэйн» было создано несколько печатных изданий. В 1998 году вышел 128-страничный артбук под названием Omnipresence In The Wired, куда вошли описания серий аниме, концептуальные наброски, а также нарисованная Абэ додзинси-манга The Nightmare of Fabrication. В 2006 году было издано дополненное переиздание этой книги. В 1998 году был выпущен справочник Visual Experiments Lain, включающий в себя информацию о создании сериала и дизайне. Тиаки Конака написал книгу Scenario Experiments Lain, куда включил сценарии всех серий аниме. Официальный справочник, посвящённый игре, был издан в ноябре 1998 года компанией MediaWorks.

## Популярность и критика
Пресса прослеживала связь между аниме «Эксперименты Лэйн» и «Евангелионом», в частности главную героиню называли похожей на Рей Аянами, однако сценарист Тиаки Конака не согласился с этими предположениями. Майкл Тул назвал аниме классическим представителем жанра киберпанк, а Аарон Сильвер причислил «Эксперименты Лэйн» к одним из лучших аниме данного жанра. Борис Иванов включил «Эксперименты Лэйн» в список 25 лучших японских мультсериалов. Также сериал входит в список 50 лучших аниме всех времён по версии журнала «АнимеГид». В 1998 году на японском фестивале медиаискусств сериал был удостоен награды Excellence Prize. В 2001 году сериал вошёл в список 100 лучших аниме по версии журнала Animage, заняв 85-е место. Лэйн Ивакура вошла в список «25 величайших персонажей аниме» по версии IGN, заняв 12-е место. В честь главной героини также была названа компьютерная операционная система LainOS — модификация FreeBSD 4.5. В 2014 году вышел фильм «Превосходство», который был вдохновлён «Экспериментами Лэйн», в частности, идеей загрузки сознания человека в компьютер, чтобы стать всемогущим.
В 2018 году, к 20-летию сериала, Тиаки Конака открыл блог, посвящённый Лэйн, где рассказывается о работе над аниме. Лейбл Cinema-Kan выпустил Duvet на виниловой пластинке, занявшей 97 место в чарте Oricon. Диджей Васэи Тикада презентовал альбомы Cyberia Layer_2 и Cyberia Layer:03 с обложкой Ёситоси Абэ. 28 октября 2020 года была запущена онлайн-выставка lain 2020 eXhibition. 18 декабря 2021 года «Искусство кино», «Japan Foundation» при ВГБИЛ и «КАРО.АРТ» осуществили показ «Экспериментов Лэйн» на японском языке с русскими субтитрами в московском кинотеатре «Октябрь» в рамках программы «Киберпанк. Воспоминание о будущем». 25-летие отмечается на выставках AnimeJapan 2023 и Weird 2024 с использованием VRChat, куда добавлена «Комната Лэйн».
Джонатан Клементс и Хелен Маккарти в своей энциклопедии написали, что кризис идентичности напоминает фильм Perfect Blue. Также налицо влияние Armitage III. Идея объединить аналоговый и цифровой миры в одно целое, как новую сущность, представляется настолько нигилистической, что порой она делает «Евангелион» почти позитивным. Интернет слился с параноидальной луддитской технофобией. Большая часть «действия» происходит в киберпространстве или внутри сознания девочки, и размывание связей между объективной и субъективной реальностью является пугающе эффектным. Поэтому режиссёр Накамура намеренно использует низкобюджетную анимацию. В отличие от Key the Metal Idol, Лэйн считает обычную жизнь банальной и неприятной. Концепция выхода за рамки ограничений получит развитие в «Союзе Серокрылых».
Журнал «Мир фантастики» определил «Лэйн» как самое психоделичное киберпанк-аниме. Автор статьи Ксения Аташева сочла, что сериал также превратился в «эталон психологии наравне с легендарным „Евангелионом“». Интернет давно стал неотъемлемой частью общественной жизни, и грань между двумя мирами оказалась очень тонкой. Сюрреалистичные кадры и странные ракурсы как нельзя лучше иллюстрируют сюжет, создают неповторимую атмосферу драмы и триллера одновременно. Образы домов и школы, тени с кроваво-красными разводами, психоделично яркий мир Сети задуманы и показаны очень удачно. Звуковая дорожка ненавязчива и незаметна, за исключением великолепной открывающей песни. Рекомендовать это к просмотру стоит не всем, так как аниме не слишком динамичное и нужно быть очень внимательным, чтобы уследить за повествованием. Тем более что готовых ответов на вопросы нет. Авторы оставили только намёки и недомолвки, поэтому зрителям придётся думать самим. С момента выхода прошло достаточно лет, за которые сериал обсуждали бесчисленное количество раз. Получилась слишком неординарная вещь, и никакие красочные заголовки — «классики киберпанка», «триллера» или даже «философской мелодрамы» — не смогут в полной мере её описать.
Брайан Кэмп в книге «Anime Classics Zettai!» представил аниме поучительной историей для интернет-поколения о размывании границ между реальным и виртуальным мирами. С одной стороны, влияние на него оказали известные психологические эксперименты, «Акира», «Полиция будущего», «Призрак в доспехах» и «Евангелион». С другой, фильм «Матрица» имеет много общего с Лэйн, их производство велось примерно в одно и то же время.
Согласно мнению Кристиана Натта из журнала Newtype USA, привлекательность сериала состоит в глубоком рассмотрении «взаимосвязанных проблем личности и технологии». Натт похвалил дизайн Абэ, а также положительно отозвался о музыкальном сопровождении. Он отметил, что «аниме „Эксперименты Лэйн“, возможно, ещё не считается классикой, но, тем не менее, это увлекательный эволюционный скачок, который помог изменить будущее аниме».
Обозреватель THEM Anime Джейсон Бастерд назвал «Эксперименты Лэйн» «одним из самых результативных, оригинальных и крайне запутанных аниме», отметив, однако, что обычному зрителю оно может показаться несколько странным. Первое, на что обратил внимание рецензент — художественный стиль, который хотя и отличается простотой, но заметен благодаря движениям персонажей и тщательной детализации задних планов. Говоря о музыке, Бастерд отметил её разнообразие, а также то, что в ключевых моментах она вообще перестаёт звучать.
Аарон Сильвер оставил преимущественно положительный отзыв о сериале. Особое внимание рецензент обратил на отличающийся кинематографичностью визуальный стиль аниме и анимацию персонажей, в частности, на лицо Лэйн, отражающее широкий спектр эмоций, несмотря на простоту прорисовки. Сюжет достаточно привлекателен, но вместе с тем он настолько запутан, что может заставить зрителя не единожды задаться вопросом «Что, чёрт возьми, только что произошло?». Похвалы также удостоились музыкальное сопровождение и озвучивание Каори Симидзу, которое, как посчитал Сильвер, идеально подходит для Лэйн. Сериал в целом обозреватель назвал «очень серьёзной драмой, дающей пищу для размышлений». Карл Кимлинджер назвал аниме шедевром, который очень близок к идеалу. В сериале прекрасно сочетаются стиль и смысл, и вместе с тем он отвергает устоявшуюся структуру повествования. Рецензент также положительно отозвался о совместной работе Ёситоси Абэ, Тиаки Конаки и Ясуюки Уэды.
«АнимеГид» пишет, что «Эксперименты Лэйн» — возможно, первое серьёзное произведение кинематографа, для которого глобальная компьютерная сеть была не плоской декорацией, а естественной средой обитания. Фантастические допущения конца 1990-х годов стали вчерашними достижениями, но и в современную эпоху «Лэйн» не получится обвинить ни в профанации, ни в наивности. Даже видеоэффекты и компьютерная графика не потеряли гипнотического влияния. Нестандартные художественные решения (частично «от идеи», с другой стороны, из-за малобюджетного производства) «выглядят в наши дни едва ли не изысканнее, чем когда-то, не дают ни на секунду отвести глаза». Сюжетная структура становится всё более плотной: разрозненные серии постепенно начинают связываться воедино. Сеть уже не может существовать отдельно от реального мира, или она просто берёт себе то, что ей по праву принадлежит. История станет камерной, чтобы перейти в один из самых глобальных финалов в аниме. Обозреватель подчёркивает, что в 2007 году почти невозможно представить, какое огромное влияние в прошлом оказали «Эксперименты» на юный российский фэндом. Когда весь мир поражала смелость авторов «Матрицы» и визионерство снова входящих в моду классиков киберпанка, «у нас уже была Лэйн, и мы знали, что она с нами навсегда».
Статья 2022 года «Are you lainpilled? How Serial Experiments Lain took over the memescape» метко подмечала, что: «Во время пандемии COVID-19 многие люди существовали как Лэйн, запираясь и погружаясь в Интернет. Спустя почти 25 лет аниме приобрело новый смысл для поколения зумеров, чья онлайн-жизнь не слишком отличается от Wired. Идея о том, что люди могут полностью отказаться от своего физического „я“ и уйти в виртуальный мир, не так уж нереальна, особенно с достижениями VR и метавселенной. Видео TikTok и ролевые игры затрагивают тему раздвоения личности, чтобы создать всеобъемлющее чувство отчуждения. Как отмечает нью-йоркский художник Брэд Троемель, „это поклонение Богу через технологии“».